# Dâu tằm trắng
Morus alba, hay dâu tằm trắng, dâu tằm thường, dâu trắng, dâu ta là loài thực vật có hoa trong chi Dâu tằm (Morus) họ Moraceae. Loài này được Carl Linnaeus mô tả khoa học đầu tiên năm 1753.

## Phân bố
Có nguồn gốc ở khu vực phía đông châu Á. Dâu tằm được trồng phổ biến tại các khu vực có nhiệt độ thích hợp là 25-32 °C, như các vùng nhiệt đới và cận nhiệt đới của Bắc bán cầu, cũng như được tự nhiên hóa trong các khu vực dân cư của Hoa Kỳ, tại đây nó được lai giống với dâu tằm đỏ Morus rubra là loại cây có nguồn gốc ở Mỹ. Điều này dẫn đến việc một số người lo ngại về khả năng tồn tại về mặt di truyền dài hạn của cây dâu tằm đỏ do việc lai giống tích cực tràn lan trong một số khu vực Hoa Kỳ.

## Đặc điểm

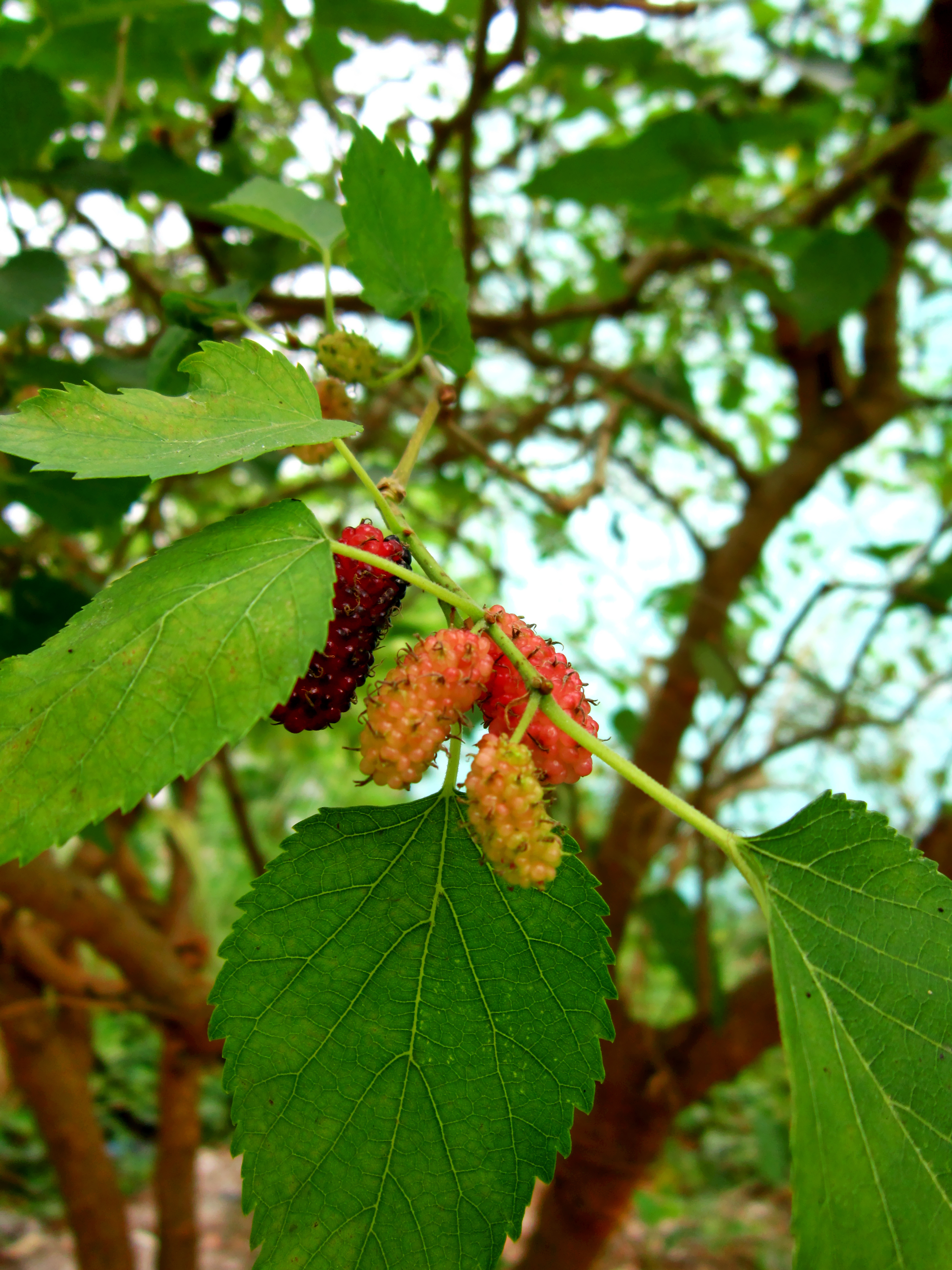
Một nhánh dâu tằm với những quả chín (đỏ) và gần chín (vàng cam)

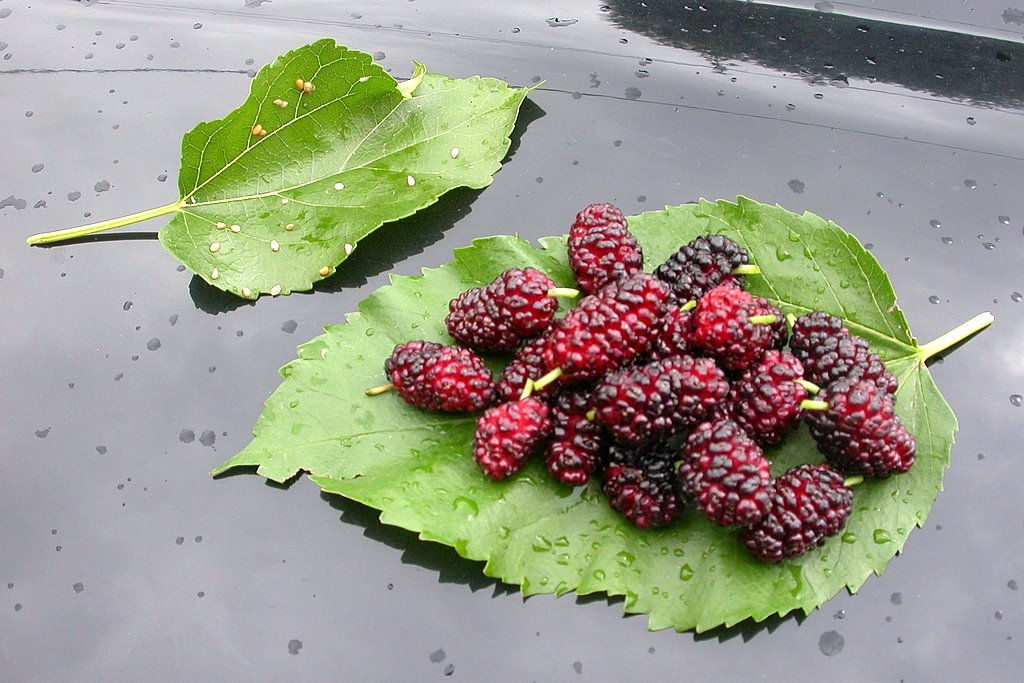
Quả và lá dâu tằm trắng khi chín

Nó là một loài cây gỗ từ nhỏ đến nhỡ, lớn nhanh, có thể cao tới 15–20 m. Thông thường nó sống từ 8-12 năm, nhưng nếu đất tốt và chăm sóc tốt thì tuổi thọ tới 50 năm. Thân cành nhiều nhựa không gai, trên thân cành có nhiều mầm, mầm đỉnh, mầm nách, khi cắt tỉa mầm có khả năng cho bật mầm. Lá hàng năm rụng vào mùa đông. Rễ ăn sâu và rộng 2–3 m, nhưng phân bố nhiều ở tầng đất 10–30 cm và rộng theo tán cây. Quả dâu tằm chín có vị ngọt thanh, hơi chua, không đậm đà bằng hương vị của các loại dâu khác như dâu đỏ và dâu đen. Quả của nó có màu từ trắng đến hồng đối với các loại cây được nuôi trồng, nhưng màu quả tự nhiên của loài này khi mọc hoang là màu tía sẫm.
Trên các cây non và khỏe mạnh, lá dâu tằm có thể dài tới 20 cm, có dạng thùy sâu và phức tạp, với các thùy tròn. Trên các cây già, chiều dài trung bình của lá khoảng 8–15 cm, có hình tim ở gốc lá, nhọn ở chóp lá và có các khía răng cưa ở mép lá.
Các nhị duỗi thẳng và các cánh đài phản xạ của Morus alba được thông báo là có chuyển động nhanh nhất trong số các loài thực vật đã biết, với tốc độ đạt tới một nửa tốc độ âm thanh (Taylor et al. 2006).

## Sử dụng

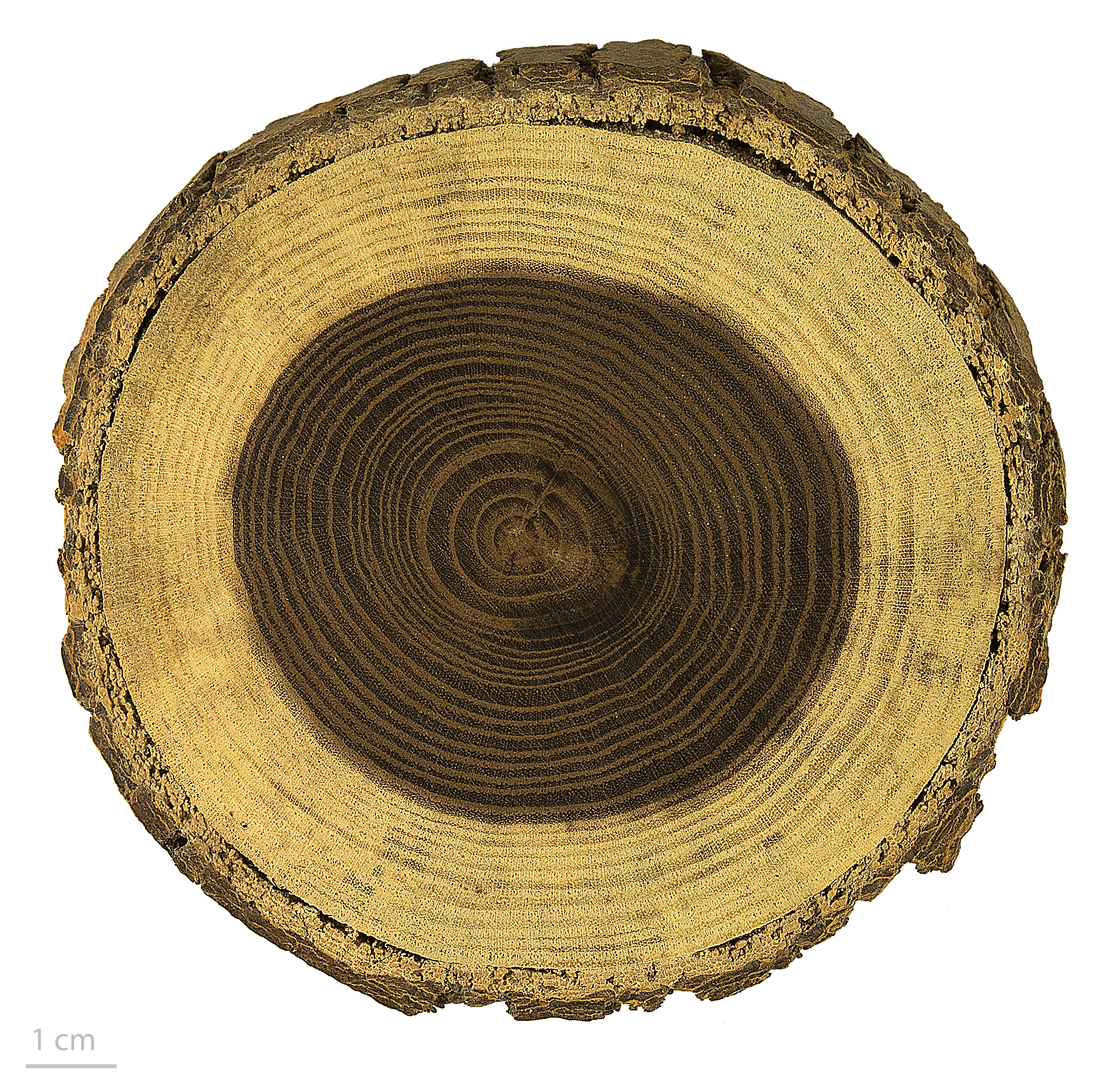
Thân cây dâu tằm cắt ngang

Lá của cây dâu tằm là thức ăn ưa thích của tằm dâu (Bombyx mori). Đây là nguồn gốc của tên gọi cây dâu tằm. Nó cũng được sử dụng làm thức ăn cho gia súc (bò, dê v.v) trong các khu vực mà trong mùa khô bị hạn chế về các loại thức ăn như cỏ.
Loại cây trồng có cành rủ xuống của loài dâu tằm Morus alba 'Pendula' là một loại cây cảnh thông thường. Cây cảnh này được nhân giống bằng cách ghép cành của loại cây có cành rủ xuống lên trên phần thân cây của loại không có cành rủ xuống.
Cây dâu tằm có tác dụng bổ gan, thận, mát phổi, có thể được dùng làm thuốc.
Cây dâu tằm về mặt khoa học nổi tiếng nhất nhờ chuyển động thực vật nhanh của nó. Hoa của nó gieo rắc phấn hoa vào không khí rất nhanh (25 μs) bằng cách giải phóng năng lượng lưu trữ tại nhị hoa. Tốc độ của chuyển động tạo ra đạt trên một nửa vận tốc âm thanh trong không khí, điều này làm cho nó là chuyển động nhanh nhất trong giới thực vật.

## Dâu trongvăn hóa Việt Nam
Gỗ cây dâu tương truyền có phép trừ ma quỷ nên các thầy pháp thường dùng cây roi bằng gỗ dâu trong các động tác phù chú theo tín ngưỡng dân gian.

### Văn học
Áng văn Nôm Chinh phụ ngâm khúc với bản dịch của Đoàn Thị Điểm có câu:
Ngàn dâu xanh ngắt một màu
Lòng chàng ý thiếp ai sầu hơn ai?
Thơ của Nguyễn Bính có câu:
Em ơi! Em ở lại nhà
Vườn dâu em đốn mẹ già em thương
Bản nhạc "Trăng sáng vườn chè" của Văn Phụng thì nhắc đến:
Vì tằm tôi phải chạy dâu
Vì chồng tôi phải qua cầu đắng cay